# 항저우 사범대학
항주사범대학교(杭州师范大学, Hangzhou Normal University, HNU)는 1978년에 국무원(國務院)의 허가를 받아 항주사범학원(杭州師範學院)을 건립하였고, 그 역사는백년을거슬러올라가 1908년 절강성양급사범대학(浙江省兩級師範大學)으로부터 시작되었다. 2000년부터 항주교육학원(杭州敎育學院), 항주의학고등전문학교(杭州醫學高等專科學校) 등이 병합되어 2007년 3월에 지금의 명칭으로 변경되었다.

## 연혁
항저우 사범대학교는 주로 인문과학, 사회과학, 이학, 의학 4대 학과를 갖고 있으며 교사교육및 예술교육이 특색이다. 인문사회 과학분야에서 우세를 보이고 있으며 이공대학 및 각 신흥학과가 공통발전하고 있는 종합대학교이다.
학교는 역사와 문화가 깊은 명성, 절강성의 성도, 항주에 위치하고 있으며 하사(下沙)캠퍼스, 문일로 (文一路)캠퍼스, 옥황산(玉皇山)캠퍼스, 고탕만(古蕩灣)캠퍼스 등이 있다. 총면적은 93.3만 m2이며 학교시설면적은 67만 m2이다. 계획 중인 창전(倉前) 새 캠퍼스는 216.8만m2, 상호(湘湖) 캠퍼스는 37.2만m2에 달한다. 학교는 2013년 7월에 항주시 서쪽에 자리잡고 있는 서계국가습지공원(西溪國家濕地公園)에 인접한 창전 새 캠퍼스로 이전할 예정이다. 새 캠퍼스는 시내와 가까우며 환경이 뛰어나고 교육 및 생활 시설이 다 갖추어져 있다.
현재 2개 학부, 19개대학 및 3개의 기초교학부가 있고 66개전공이 있으며 100여개 석사학위를 보유하고있다. 현재 재학생은 학부생 23808명, 대학원생 1756명이있다.
학교는 성정부와 공동 건설한 교육부중점실험실이 있고 성, 시, 학교 연구소가 80여개 있으며 국가 “863” 계획, “십오(十一五)” 국가기술중점프로젝트, 국가자연과학기금및 국가철학사회기금등 다양한 과학연구프로젝트를 진행하고있다.
항주사범대학교는현재 미국, 영국, 한국, 일본, 오스트레일리아, 필리핀 등50여개 학교와 학교간 합작 및 교류활동이 이루어져있으며 국제인재양성 및 과학연구 등의 프로젝트를 전개하고 있다. 학교는 유학생 교육을 발전시켜 3년동안 50여개 나라의 2000여명 외국인 유학생들이 학위를 수여받았고 중국어 언어와 문화를 연수하였다. 미국 테네시주대학교（MTSU）와 공자학원(孔子學院)을 세웠으며 여러모로 중국어 공부와 중국문화를 소개하는데 노력을 기울이고 있다.